# Stefano Migliorini
Stefano Migliorini (ur. 8 lipca 1969) – włoski kolarz górski.

## Kariera
Największy sukces w karierze Stefano Migliorini osiągnął w 1993 roku, kiedy zajął trzecie miejsce w klasyfikacji generalnej downhillu Pucharu Świata w kolarstwie górskim. W klasyfikacji tej wyprzedzili go jedynie Niemiec Jürgen Beneke oraz Amerykanin John Tomac. Nigdy nie zdobył medalu na mistrzostwach świata, ani mistrzostwach Europy. Nigdy też nie wystąpił na igrzyskach olimpijskich. 